# Jacques Audoir
Jacques Audoir, (né en 1933) réalisateur français, de films, téléfilms et émissions de télévision. Il fut également acteur et scénariste dans une de ses réalisations pour la télévision.
Jacques Audoir a commencé sa carrière comme assistant réalisateur au début des années 1960 pour devenir ensuite réalisateur jusqu'à la fin du XXe siècle. Il réalisa à partir d'œuvres de fiction et de pièces de théâtre d'auteurs célèbres. Il travailla essentiellement pour la télévision, notamment pour l'ORTF et Antenne2.

## Filmographie
Assistant réalisateur
- 1964 : La Terreur et la Vertu de Stellio Lorenzi (épisode Danton et Robespierre de La caméra explore le temps)
- 1965 : Gaspard des montagnes de Jean-Pierre Decourt

Réalisateur
- 1966/1969 : Discorama, entretiens de Denise Glaser avec des artistes.
  - Sylvie Vartan 27/03/66
  - Claude Lelouch 19/06/66
  - Graeme Allwright 16/10/66
  - Eddy Mitchell 09/04/67
  - Jacques Dutronc 09/04/67 avec Raoul Sangla
  - Serge Reggiani 07/01/68
  - Iannis Xenakis 17/03/68
  - Félix Leclerc 28/04/68
  - Barbara 29/12/68
  - Georges Moustaki 09/02/69
  - Paco Ibanez 30/03/69
  - Aldo Ciccolini 5/07/69
  - Spécial Charles Aznavour
- 1968 : Puce d'après la pièce de Marcel Mithois
- 1970 : Le prisonnier de Monaco avec Folco Lulli
- 1970 : Les Dossiers du professeur Morgan, coréalisé avec Jean-Paul Carrère et Guy Jorré
- 1970 : Un mystère par jour (La chimère)
- 1971 : Mais n'te promène donc pas toute nue d'après l'œuvre de Georges Feydeau
- 1971 : Les Voisins du dessus
- 1973 : Bienvenue à Michel Simon (documentaire sur le comédien Michel Simon)
- 1974 : L'Homme au contrat
- 1974 : Chez les Titch
- 1976 : Partage de midi de Paul Claudel, mise en scène Antoine Vitez, Comédie-Française
- 1977 : Paris ma rose, "Pierrot la chanson" avec Serge Reggiani
- 1980 : Le Petit Théâtre d'Antenne 2  (La petite bête)
- 1981 : L'Épreuve de Marivaux, Comédie-Française
- 1981 : Les Serments indiscrets de Marivaux, Comédie-Française
- 1982 : Un balcon sur les Andes
- 1985 : Les Cinq Dernières Minutes (Meurtre à la baguette)
- 1988-1992 : Drôles d'histoires (une soixantaine de courts métrages) Histoires d'amour (dix-huit courts métrages)
- 1989 : Tribunal (épisodes en 1989)
- 1991 : Premiers Baisers (épisodes de 1991)
- 1992 : Hélène et les Garçons
- 1992 : Le Miel et les Abeilles
- 1997 : Le Serre aux truffes
- 1998 : Une si jolie mariée (film diffusé en 2003)